# Robert Kaye Greville
Robert Kaye Greville (Bishop Auckland, Condado de Durham, 1794 – Murrayfield, Edimburgo, 1866) fue un botánico, pteridólogo, briólogo, micólogo, y algólogo brito-escocés. Fueron sus padres el Rev. Robert Greville, y de Dorothy Chaloner.

## Biografía
Aunque apreciaba las plantas de niño, sigue la carrera de medicina, en Londres y en Edimburgo; pero no se titula. Después de casarse en 1816, se establece en Edimburgo y estudia anatomía.
En 1819 ingresa a la "Wernerian Society", y comienza a escribir importantes trabajos de botánica, que se publican por la "Sociedad Botánica de Edimburgo".
En 1823, comienza la publicación de un mensuario escocés de Flora Criptogámica Ilustrada, con dibujos propios y coloreados. Otras publicaciones fueron Flora Edinensis (1824), Icones filicum, Algae Britannicae (1830).
En 1834, explora la región de Sutherland, y por Escocia en 1837, recolectando especímenes para la "Sociedad Botánica".
Greville fue un activo opositor a la esclavitud, y fue delegado antiesclavista de Edimburgo a la Oficina Colonial. Fue también un defensor de la temperancia abstemia, publicando Facts illustrative of the drunkenness of Scotland (Hechos ilustrativos del alcoholismo en Escocia), con observaciones sobre la responsabilidad de los clérigos, magistrados, y otros cuerpos de influencia(1834).
Greville fue secretario de la "Sabbath Alliance", y vocal contra la 'desacralización legalizada' de los domingos por el "Correo Oficial", FFCC, y organismos públicos.
En 1856, fue elegido MP por Edimburgo.
Fallece en su hogar, en Murrayfield (Edimburgo) el 4 de junio de 1866. Fue sepultado en el Cementerio Dean, de la ciudad.

## Algunas publicaciones
- Flora Edinensis. 1824
- Tentamen methodi Muscorum. 1822–1826
- Icones filicum or Figures and Descriptions of Ferns (1830) (con Sir W.J. Hooker)[2]
- Scottish cryptogamic flora. 1822–1828
- Algae britannicae. 1830
- Facts illustrative of the drunkenness of Scotland with observations on the responsibility of the clergy, magistrates, and other influential bodies. 1834[3]
- Slavery and the slave trade in the United States of America; and the extent to which the American churches are involved in their support.,[4] 1845, Edimburgo

## Honores

### Epónimos
Género
- (Clusiaceae) Kayea Wall.[5][6]
- Una montaña en Queensland[7]

- La abreviatura «Grev.» se emplea para indicar a Robert Kaye Greville como autoridad en la descripción y clasificación científica de los vegetales.[8]